# Illuminati (Roman)
Illuminati ist der deutsche Titel eines im März 2003 in Deutschland erschienenen Thrillers von Dan Brown (englischer Originaltitel: Angels & Demons, 2000) mit einer weltweiten Auflage von acht Millionen Exemplaren.
Die Handlung dreht sich um einen angeblichen Versuch des Illuminatenordens, eines laut dem Roman seit Jahrhunderten bis heute bestehenden Geheimbundes, die katholische Kirche zu zerstören. Das tatsächliche Motiv ist jedoch die ideologische Annäherung der katholischen Kirche an die Wissenschaft durch den verstorbenen Papst. Ferner geht es um Verschwörung, Verrat, das Konklave und die bis jetzt noch erhaltenen Regeln des Vatikans. Die Handlung spielt in der Gegenwart an einem einzigen Tag. Orte der Handlung sind Boston, die Schweiz (Forschungsinstitut CERN), Italien (Rom) und vor allem die Vatikanstadt.
In erster Linie geht es um die Beziehung zwischen Wissenschaft und Religion, die als schon seit Urzeiten verfeindet dargestellt werden. Zwar habe es schon immer Menschen gegeben, die beide vereinen wollten, doch die Kluft sei zu tief gewesen. Brown argumentiert durch seine Hauptfiguren, beide könnten und sollten miteinander in Frieden existieren.
Der über 700 Seiten umfassende Roman weist einen langgezogenen Spannungsbogen auf. Er beruht vor allem darauf, dass ein Auftragsmörder aktiv ist und der Vatikan durch eine angekündigte Explosion zerstört werden soll. Die Erzählperspektive ist die der 3. Person (auktoriale Erzählsituation).

## Inhalt
Der Physiker und katholische Priester Leonardo Vetra wird ermordet in seinem Büro im CERN aufgefunden. Sein Kopf ist nach hinten verdreht und ein Auge fehlt. Auf seiner Brust ist ein Ambigramm mit der Aufschrift Illuminati eingebrannt. Maximilian Kohler, der Generaldirektor des CERN, lässt daraufhin Robert Langdon, einen Symbolologen der Universität Harvard, einfliegen und kurze Zeit später trifft auch Vetras Adoptivtochter Vittoria ein, die als Physikerin und Meeresbiologin ebenfalls im CERN beschäftigt ist. Sie erklärt den Herren, dass ihr Vater, der die Vereinigung von Religion und Wissenschaft anstrebte, Antimaterie schuf und so im Teilchenbeschleuniger den Urknall in kleinerem Ausmaß nachbildete. Auf Vittorias Wunsch hatten Vater und Tochter gemeinsam ein Viertelgramm der Antimaterie hergestellt, die beim Kontakt mit Materie alles im Umkreis von rund einem Kilometer vernichten würde. Im unterirdischen Labor stellt Vittoria schockiert fest, dass die Illuminati mit Leonardos Auge den Retinascanner überwunden und den Behälter mit der Antimaterie gestohlen haben, dessen Magnetfeld nur für 24 Stunden mit Energie versorgt wird.
Als das CERN die Nachricht erhält, dass die Illuminati durch Infiltration im Vatikan eingedrungen sind und die Antimaterie versteckt haben, fliegen Langdon und Vittoria nach Rom. Nun wird deutlich, welche Ausmaße die drohende Explosion hätte. Die Illuminati würden mit dem Hauptsitz der katholischen Kirche nicht nur ihren Erzfeind vernichten, sondern auch alle Kardinäle, die sich gerade zum Konklave in der Sixtinischen Kapelle versammeln. Nachdem die beiden Wissenschaftler Oberst Olivetti, den Kommandanten der Schweizergarde, und den Camerlengo Carlo Ventresca über die Gefahr aufgeklärt haben, meldet sich ein Assassine, der im Auftrag der Illuminati die vier Favoriten der Papstwahl (i preferiti) entführt hat. Ab 20 Uhr soll zu jeder vollen Stunde einer der vier Kardinäle irgendwo in Rom auf einem „Altar der Wissenschaft“ ermordet werden. Zusätzlich nimmt der Assassine Kontakt mit dem BBC-Reporter Gunther Glick auf, um die Medien als „rechten Arm des Terrorismus“ zu benutzen.
In Galileo Galileis Werk Diagramma della Verità, das im vatikanischen Geheimarchiv liegt, finden Langdon und Vittoria die ersten Hinweise auf den „Pfad der Erleuchtung“, der über die vier Elemente zum geheimen Versammlungsort der Illuminati führen soll. Langdon vermutet „Santis irdnes Grab“ zunächst im Pantheon, doch gemeint ist ein Grab, das vom Baumeister Raffael geschaffen wurde. Es befindet sich in der Chigi-Kapelle in der Kirche Santa Maria del Popolo. Wegen des Irrtums kommen Langdon und Vittoria ebenso wie Olivettis Schweizergarde zu spät. Kardinal Ebner aus Frankfurt wurde bereits mit Erde erstickt und trägt das Brandzeichen EARTH. Mittlerweile hat auch Glick zusammen mit seiner Videografin erkannt, dass es Interessanteres zu berichten gibt als das Konklave. Die in der Chigi-Kapelle aufgestellte Skulptur Habakuk und der Engel verweist auf den nächsten Schauplatz der Mordserie.
Auf dem Petersplatz dient die Plakette West Ponente neben dem Obelisken als Verbindung zum Element Luft. Dort legt der Assassine den Kardinal Lamassé aus Paris mit zerstochenen Lungen und dem Brandmal AIR ab. Langdon und Vittoria konnten den Mord wieder nicht verhindern und werden von der BBC gefilmt. Nun berichten weltweit alle Medien über die Unruhen im Vatikan und verbreiten das Gerücht, dass der verstorbene Papst mit Heparin vergiftet wurde. Vittoria untersucht zusammen mit dem Camerlengo, der vom Heiligen Vater aufgezogen wurde, den Leichnam, dessen schwarze Zunge den Mord bestätigt. Langdon findet gleichzeitig mit einer Liste von Berninis Werken heraus, dass die Verzückung der Heiligen Theresa der nächste Wegweiser ist.
Als Langdon und Vittoria in der Kirche Santa Maria della Vittoria ankommen, hat der Assassine dort bereits ein großes Feuer entzündet, über dem Kardinal Guidera aus Barcelona an Ketten hängt und bei lebendigem Leib verbrennt. Auf seiner Brust prangt das Mal FIRE. Als Vittoria den ebenfalls ermordeten Oberst Olivetti entdeckt, wird sie vom Assassinen entführt. Langdon gerät unter einen steinernen Sarkophag, aus dem ihn die Feuerwehr rettet. In der Zwischenzeit hat der Camerlengo das Konklave unterbrochen, um sich mit einer emotionalen Ansprache an die Medien zu wenden, in der er den Erfolg der Wissenschaft als Pyrrhussieg darstellt, bei dem die Menschen die religiöse Orientierung verloren haben.
Langdon findet heraus, dass die Altäre der Wissenschaft in der Form eines Kreuzes angeordnet sind und dass der letzte Kardinal am Vierströmebrunnen hingerichtet werden soll. Der Amerikaner ist diesmal rechtzeitig am Tatort, kann den Assassinen aber nicht daran hindern, den italienischen Kardinal Baggia zu ertränken. Nachdem er sich mit einem Täuschungsmanöver selbst vor dem Ertrinken gerettet hat, bemerkt Langdon, dass die Taube auf dem Obelisken als Ersatz für einen Engel dient und auf die Kirche der Illuminaten zeigt, die Engelsburg. Langdon trifft gerade rechtzeitig ein, um Vittoria vor dem Auftragsmörder zu retten. Gemeinsam gelingt es ihnen, den Assassinen vom Balkon zu stürzen und damit zu töten. Als sie hinüber zum Vatikan blicken, sehen sie zu ihrer Überraschung, wie Maximilian Kohler als „Samariter der elften Stunde“ empfangen wird. Kohler ist angeblich Janus, der Leiter der Illuminaten, der den Camerlengo als letzten Feind persönlich töten wird.
Langdon und Vittoria laufen durch den Passetto von der Engelsburg in den Vatikan zum päpstlichen Amtszimmer, wo sich der Camerlengo und Kohler zum Gespräch unter vier Augen getroffen haben. Da man Kohler als Janus betrachtet, wird er erschossen. Kurz vor seinem Tod kann der Generaldirektor, der sich eigentlich nur dafür rächen will, dass ihn seine religiösen Eltern zum Krüppel werden ließen, Langdon einen kleinen Camcorder mit einer wichtigen Botschaft überreichen. Der Camerlengo trägt das Brandzeichen mit allen vier Ambigrammen auf seiner Brust, den Diamanten der Illuminati.
Langdon und Vittoria versuchen, den schwer verletzten Camerlengo ins Krankenhaus zu bringen. Sie kommen jedoch nur bis zur Treppe vor dem Petersdom. Der Camerlengo täuscht vor den versammelten Menschen auf dem Petersplatz eine göttliche Eingebung vor und steigt hinab in die Nekropole im Petersdom, verfolgt von Langdon, Vittoria, drei Schweizergardisten und der BBC-Kamera, die das Geschehen live überträgt. Der Camerlengo nimmt die Antimaterie, die er auf dem Grab des heiligen Petrus fand, mit nach oben. Gemeinsam mit Langdon fliegt er wenige Minuten vor Mitternacht im Hubschrauber senkrecht über dem Petersplatz nach oben. In ausreichender Höhe explodiert die Antimaterie, ohne dass jemand im Vatikan zu Schaden kommt. Wenige Augenblicke später sehen die Menschen den Camerlengo wie eine göttliche Erscheinung auf dem Petersdom.
Er ist kurz vor der Explosion mit einem Fallschirm aus dem Hubschrauber abgesprungen. Auch Langdon konnte sich rechtzeitig vor der Annihilation der Antimaterie retten und wurde nach seiner Landung im Tiber im Krankenhaus auf der Tiberinsel behandelt. Dort bekommt er das Audio aus dem Camcorder zu hören, da das Display im Laufe des Helikopterfluges zerstört wurde, welches ein Geständnis des Camerlengo zeigt. Ventresca gibt zu, Leonardo Vetra und den Papst ermordet sowie den Assassinen beauftragt zu haben. Als Langdon den schockierten Kardinälen in der Sixtinischen Kapelle das Video zeigt, offenbart der Camerlengo außerdem, dass der Papst ein Kind gezeugt hat. Dies ergab für ihn neben der Abneigung gegenüber der Wissenschaft ein weiteres Motiv für seine Morde. Die Illuminati dienten ihm nur als Vorwand, um die Menschen zu verängstigen. Allerdings verrät erst Zeremonienmeister Mortati, der als Advocatus Diaboli für den verstorbenen Papst agierte, die ganze Wahrheit. Das Kind des Papstes, der durch künstliche Befruchtung und damit ohne Verstoß gegen das Keuschheitsgelübde zum Vater wurde, ist Ventresca selbst.
Der Camerlengo inszeniert vor den Augen der Menschen auf dem Petersplatz und an den Fernsehschirmen seine Selbstverbrennung. Alle beteiligten Personen, die über die wirklichen Ereignisse Bescheid wissen, verpflichten sich zu schweigen, um den bei vielen Menschen durch die wundersame „Errettung“ des Vatikans neu aufgekeimten Glauben nicht zu zerstören. Die Kardinäle wählen Mortati im Konklave zum neuen Papst. BBC-Reporter Glick enthüllt, dass auch Ventresca durch Akklamation für ein paar Minuten gewählter Papst war. Langdon, der den Illuminati-Diamanten als ständige Leihgabe vom Vatikan erhält, zieht sich mit Vittoria zurück ins Hotel Bernini. Dort leben sie die zueinander entstandene Zuneigung der letzten Tage bzw. Stunden aus.

## Personen der Handlung
Der Roman hat mehrere Haupt- und zahlreiche Nebenpersonen, die – wie auch die Geschichte – allesamt fiktiv sind.

### Robert Langdon
Der 45-jährige Protagonist Robert Langdon ist Professor für Kunstgeschichte mit dem Fachgebiet Symbolologie an der Universität Harvard. Der unverheiratete Mann, der als versierter Fachmann gilt, hat nicht nur Kunstgeschichte, sondern auch Architektur studiert. In früheren Jahren war er Turmspringer und Schwimmer, was ihm im Vierströmebrunnen das Leben rettet.
Er leidet an Klaustrophobie, die in seine Kindheit zurückführt, als er auf einem offenen Feld in einen tiefen Brunnen fiel und fast gestorben wäre. Diese Angst wird ihm in der Geschichte mehrere Male fast zum Verhängnis. Markenzeichen Robert Langdons ist eine Micky-Maus-Armbanduhr, die im Dunkeln leuchtet. Diese trägt er bereits seit seiner Kindheit und sie hat, vor allem in Situationen, in denen seine Klaustrophobie auftritt, eine beruhigende Wirkung auf ihn. Sein Vater starb, nachdem er mit einem Fahrstuhl des Eiffelturms abstürzte. Robert, er war zu diesem Zeitpunkt noch ein Kind, überlebte den Absturz.
Die Figur Robert Langdon ist ebenfalls Hauptperson in den Bestsellern Sakrileg, Das verlorene Symbol, Inferno und Origin, die ebenfalls von Dan Brown geschrieben wurden.

### Leonardo Vetra
Leonardo Vetra ist Teilchenphysiker am CERN und katholischer Priester. Der Adoptivvater von Vittoria Vetra entwickelte die Herstellung der Antimaterie, während seine Tochter an der komplizierten Konservierung forschte. Außerdem suchte er nach Verbindungen von Wissenschaft und Religion. Er ist das erste Mordopfer im Buch („Wissenschaft und Religion sind kein Widerspruch. Die Wissenschaft ist nur zu jung zum Begreifen“), so simulierte er mit der Antimaterie in einem sehr viel kleineren Maßstab den Urknall. Sein herausgeschnittenes Auge diente dazu, dass die vermeintlichen Illuminati Zutritt zu seinem mittels Netzhautscanner gesicherten Labor erhalten und den Antimateriebehälter stehlen konnten. Er und seine Tochter forschten lange Zeit erfolgreich mit der Antimaterie. Sie sollte die Energiequelle der Zukunft werden, also friedlich genutzt werden. Da Kohler Leonardo für äußerst begabt hielt, ließ er ihn lange Zeit gewähren und stellte keine Fragen bezüglich seiner Tätigkeiten.

### Vittoria Vetra
Vittoria Vetra ist Physikerin und Biologin am CERN. Sie ist die Adoptivtochter von Leonardo. Ihr Stiefvater und sie haben Antimaterie erschaffen. Sie trifft fast zeitgleich mit Langdon am Vatikan ein von da an sind die beiden in alle Geschehnisse involviert. Anders als Langdon wird ihr ohne weiteres der Zugang zu den Vatikanischen Archiven gewährt, wo sie eine Seite aus einem Buch entfernt, ohne dafür zur Rechenschaft gezogen zu werden. Mit dieser Seite entschlüsseln sie ihr erstes Geheimnis.

### Maximilian Kohler
Maximilian Kohler ist der Generaldirektor des CERN. Er leidet schwer an Asthma und einer anscheinenden Querschnittslähmung, benutzt einen Elektro-Rollstuhl und hat eine emotionslose Ausstrahlung. Er verachtet die Kirche, weil er ihr die Schuld an seiner Behinderung gibt. Als Kind haben seine gläubigen Eltern den behandelnden Ärzten nicht gestattet, ihrem kranken Sohn Medikamente zu geben, die ihn geheilt hätten. Hätte ein Arzt ihm nicht unbemerkt eine Spritze gegeben, wäre er gestorben. Kohler gibt sich voll und ganz der Wissenschaft hin und wird vom Kollegium respektiert (von den Forschern am CERN wird er „König Kohler“ genannt). Er hat kurz vor den Morden Kontakte zum Vatikan gehalten. Er ist derjenige, der die Polizei die ganze Zeit aus dem Spiel halten kann und Robert Langdon aus Amerika „einfliegen“ lässt. Später kommt er als „Samariter der elften Stunde“, also als (angeblicher) Retter des Vatikans, in die Vatikanstadt. Fälschlicherweise wird er dennoch zuerst für den Mann gehalten, der mit dem Decknamen „Janus“ dem Assassinen Befehle erteilt hat, und wird deshalb erschossen.

### Oberst Olivetti
Oberst Olivetti ist der Kommandant der Schweizergarde;
Oberst Olivetti informiert Kohler darüber, dass sich der Antimateriebehälter in der Vatikanstadt befindet und verlangt von Langdon und Vittoria eine Erklärung. Er ist sehr misstrauisch gegenüber den beiden und verweigert ihnen zunächst die Kooperation. Nachdem Langdon den ersten Altar der Wissenschaft ausfindig macht, begleitet Olivetti ihn und Vittoria und unternimmt alles Mögliche, um die Kardinäle zu retten und den Assassinen zu fangen.
In Santa Maria della Vittoria bricht der Assassine ihm das Genick.

### Hauptmann Rocher
Hauptmann Elias Rocher ist Offizier der Schweizergarde und Verbindungsmann von Kohler.
Er leitet die Suche nach dem Antimateriebehälter und ist trotz ausbleibenden Erfolgs zuversichtlich, den Behälter rechtzeitig zu finden. Rocher wird von Kohler über den Verrat des Camerlengos informiert und gestattet ihm dann einen Besuch bei diesem. Rocher lässt Kohler absichtlich bewaffnet hinein. Nachdem alles danach aussieht, dass Kohler eigentlich „Janus“ ist und den Camerlengo angegriffen hat, erschießt die Schweizergarde den Generaldirektor des CERN. Rocher wird vom Camerlengo als Illuminatus beschuldigt und von Chartrand erschossen.

### Leutnant Chartrand
Leutnant Chartrand ist ein junger und engagierter Leutnant der Schweizergarde, der stets tapfer bleibt. Am Ende erschießt er Rocher in der Annahme, den Camerlengo damit vor einem Anhänger der Illuminati zu retten.

### Der Assassine
Der unbekannte Assassine ist ein arabischstämmiger Auftragsmörder der Illuminati (wie er annimmt). Er tötet erst Leonardo Vetra und ermordet dann die vier entführten Papstkandidaten. In der Engelsburg wird er selbst von Langdon und Vittoria getötet.

### Carlo Ventresca
Bedeutung des Namens Ventresca: Kompositum aus it. la ventre = Bauch, Leib und it. esca = Konjunktivform von uscire = verlassen, herausgehen.
Carlo Ventresca ist der vertraute Sekretär des Papstes vor dessen Tod; diese Funktion wird im Roman (fälschlich) Camerlengo genannt.
Er wird von seiner Mutter Maria großgezogen, die er immer liebevoll „Maria benedetta“ nennt. Auf die Frage nach seinem Vater antwortet seine Mutter immer, dass er bereits vor Carlos Geburt gestorben sei und dass nun Gott sein Vater wäre. Sie erzieht ihn streng katholisch, indem sie den Jungen jeden Tag mit zur Messe nimmt.
Während eines Urlaubs auf Sizilien wird ein Bombenanschlag auf die Kirche verübt, in der sie sich zu diesem Zeitpunkt befinden. Carlo ist der einzige Überlebende. Später sagt er, dass Gott ihn gerettet habe, indem er ihn in eine geschützte Ecke rief.
Ein Bischof aus Palermo nimmt sich schließlich seiner an und Carlo lebt und lernt unter Mönchen. Als Carlo 16 Jahre alt wird, beschließt er freiwillig in der Armee zu dienen, um das Böse besser verstehen zu lernen. Er weigert sich eine Waffe abzufeuern, also lehrt man ihn einen Helikopter zu fliegen. Nach zwei Jahren tritt er dem Priesterseminar bei. Als der Bischof zum Papst gewählt wird, nimmt er seinen Schützling mit und ernennt ihn zu seinem Camerlengo.
Nach seiner Rückkehr von CERN, wo Leonardo Vetra glaubt, den Urknall nachvollzogen zu haben, offenbart ihm der Papst, dass er ein Kind gezeugt habe. Verletzt und enttäuscht über diesen Verrat an Gott und der Kirche (seine Mutter hat ihm immer gesagt, dass ein Versprechen zu Gott das wichtigste Versprechen überhaupt sei), findet sich Carlo schließlich vor dem Grab des Petrus wieder, wo er glaubt, von Gott seinen Auftrag zu erhalten. Daraufhin ermordet er den Papst mit Heparin, das dieser täglich brauchte, und gibt sich als Janus, den Anführer der Illuminati aus, um den Assassinen mit den weiteren Morden zu beauftragen.
Als Maximilian Kohler Carlo mit seinen Taten konfrontiert, brandmarkt er sich selbst mit dem Illuminati-Diamanten. Während er schwer verletzt und im Delirium nach draußen getragen wird, springt er plötzlich auf und gibt vor, eine Nachricht von Gott zu erhalten, die ihm die Position der Antimaterie verrät. Er und Langdon benutzen einen Helikopter, um die Antimaterie wegzuschaffen. Carlo springt mit dem einzigen Fallschirm aus dem Helikopter und landet sicher in den Vatikanischen Gärten. Anschließend steigt er auf den Petersdom und präsentiert den jubelnden Massen ein perfektes Wunder.
Aber Langdon hat zuvor von Kohler eine Videokassette erhalten, auf der Carlos Geständnis aufgezeichnet ist. Vor den entsetzten Kardinälen versucht Carlo seine Taten zu rechtfertigen, stößt jedoch nur auf Unverständnis. Dann erklärt Kardinal Mortati Carlo die ganze Geschichte: Dass der Papst sich in eine Nonne, Maria, verliebt hatte, dass ihr Kind durch künstliche Befruchtung gezeugt und daher (so der Roman) kein Gelübde gebrochen worden sei. Mortati offenbart schließlich, dass Carlo das leibliche Kind des Papstes ist.
Als Carlo die Folgen seiner Handlungen erkennt, nimmt er sich das Leben, indem er sich auf dem päpstlichen Balkon anzündet und damit für die Menge am Petersplatz wie in einem Flammenmeer zum Himmel aufsteigt. Seine Asche wird heimlich in einer Urne im Sarkophag seines Vaters beigesetzt.
Wie sich später herausstellt, haben die Kardinäle Carlo unwissentlich zum Papst gewählt, als sie im Durcheinander des Abends vor Freude seinen Namen riefen.

### Kardinal Mortati
Der 79-jährige Saverio Kardinal Mortati ist Mitglied des Kardinalskollegiums sowie Leiter der Papstwahl. Seine Person gewinnt gegen Ende des Romans an Bedeutung, als er zugibt, von dem Kind des Papstes gewusst zu haben und schließlich auch zum neuen Papst gewählt wird. Er lässt Langdon schließlich den Brandmal-Stempel der Illuminati in Diamantform („Earth, Air, Fire, Water“) in Form eines Ambigramms als ständige Leihgabe übergeben mit der Bitte, dass er dieses Ambigramm in seinem Testament wieder der Kirche zurückführt.

### Gunther Glick
Gunther Glick ist ein BBC-Fernsehreporter und Hobby-Symbolologe, der erstmals für die BBC berichtet (er war zuvor Reporter des Boulevardblattes British Tattler), wird vom Assassinen exklusiv für die Berichterstattung eingespannt. Hierin sieht er ein Sprungbrett für seine Karriere und weiß die einmalige Chance sofort zu nutzen.

### Chinita Macri
Die 43-jährige Afroamerikanerin Chinita Macri ist Glicks Kamerafrau (im Buch „Videografin“), die aus den Südstaaten der USA stammt; das neu zusammengestellte Team sollte eigentlich vom Konklave berichten, rückt aber eigenmächtig davon ab. Beide schreiben Fernsehgeschichte und erfahren den Höhepunkt ihrer Karriere.

### Die Preferiti
Die 4 Preferiti sind die vier Kardinäle, welche als Favoriten für das Papstamt gelten. Unter ihnen befand sich der deutsche Kardinal Ebner aus Frankfurt, Kardinal Lamassé aus Paris/Frankreich, Kardinal Guidera aus Barcelona/Spanien und Kardinal Baggia aus Mailand/Italien.

## Der Weg der Erleuchtung
Der Weg der Erleuchtung ist nach Browns Darstellung der Pfad, den ursprünglich die Interessenten für den Illuminatenorden nehmen mussten, um zur Kirche der Erleuchtung zu finden – der Engelsburg. Im Buch ist der Weg der Erleuchtung zudem die einzige Möglichkeit, dem Assassinen auf die Spur zu kommen.
Der Weg der Erleuchtung setzt sich zusammen aus: dem Zeichen (Il segno), den Wegweisern und den „Altären der Wissenschaft“. Diese zeigen letztlich den Weg zur Versammlungsstätte der Illuminati – die „Kirche der Illumination“. Langdon nimmt treffend an, dass sich an den Altären der Wissenschaft (L’altare di Scienzia) sowohl die Wegweiser befinden als auch die angekündigten Hinrichtungen stattfinden. Die Schweizergarde und Langdon machen sich daher auf die Suche nach dem Assassinen. Langdon begibt sich in das vatikanische Geheimarchiv, um Il segno zu suchen. Langdon sucht nach einer Information mit Bezug auf die Zahl der Illuminaten: 503. In Galileis im Jahre 1639 verfassten Werk Diagramma della Veritá (sein drittes Werk „D III“) findet Langdon ein handgeschriebenes Gedicht mit jambischen Fünfhebern von John Milton; es lautet im Original:
„From Santi’s earthly tomb with demon’s hole
’Cross Rome the mystic elements unfold
The path of light is laid, the sacred test
Let angels guide you on your lofty quest.“
Die Übersetzung ins Deutsche lautet:
„Von Santis irdnem Grab in Dämons Loch,
Durch Rom die myst’schen Urstoffe sich ziehn.
Der Lichtpfad ist gelegt, der heilige Test,
Lass dich von Engeln führ’n auf luft’ger Quest.“
Das Gedicht ist in englischer Sprache verfasst (der „reinen Sprache“ – lingua pura), während der Rest in lateinischer Sprache abgefasst war; dies sollte den Leser aufmerken lassen (im Vatikan wurde seinerzeit nur Italienisch oder Deutsch gesprochen). Es ist anzunehmen, dass Brown von Englisch als der „Gemeinsprache“ der Illuminaten ausgeht, um dem amerikanischen Lesepublikum die Auseinandersetzung mit einer anderen europäischen Sprache zu ersparen.
Das Gedicht vermittelt wertvolle Hinweise auf die Standorte der „Altäre der Wissenschaft“ und zur „Kirche der Erleuchtung“, unter anderem den zum Schluss entscheidenden Hinweis, dass die Örtlichkeiten kreuzförmig (vier Enden = vier Elemente) über Rom beziehungsweise über dem Vatikan angeordnet sind.
Die „Altäre der Wissenschaft“ sind:

### Chigi-Kapelle in der Kirche Santa Maria del Popolo

Piazza del Popolo (Blick in Richtung Süden mit Santa Maria di Monte Santo und Santa Maria dei Miracoli)

Die Chigi-Kapelle (Capella Chigi) in der Kirche Santa Maria del Popolo an der Porta del Popolo ist ein Tribut an das Element „Erde“. Die Architektur stammt aus Raffael Santis Hand, die Skulpturen und Fresken stammen von Bernini. In der mit rotem Marmor ausgekleideten Kapelle befindet sich das einzige von Raffael geschaffene Grabmal. Es enthält Elemente, die für eine Kirche völlig untypisch sind (Pyramiden, Sternzeichen usw.). Für Langdon wird es daher schnell eindeutig, dass es sich bei diesem Altar der Wissenschaft um das Tribut an das Element Erde handelt und eindeutig auch nicht-religiöse Objekte enthält.

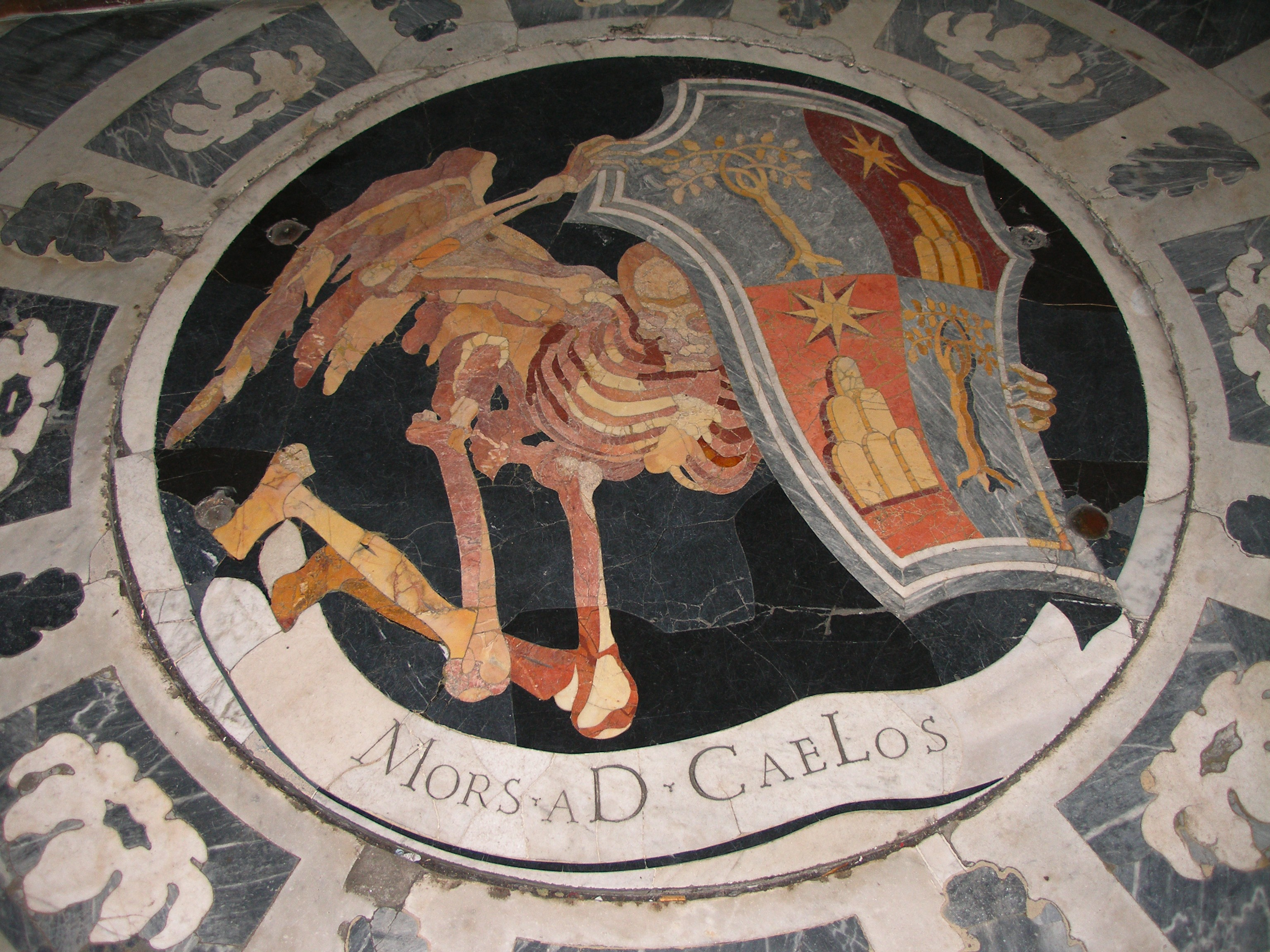
Dämonenloch

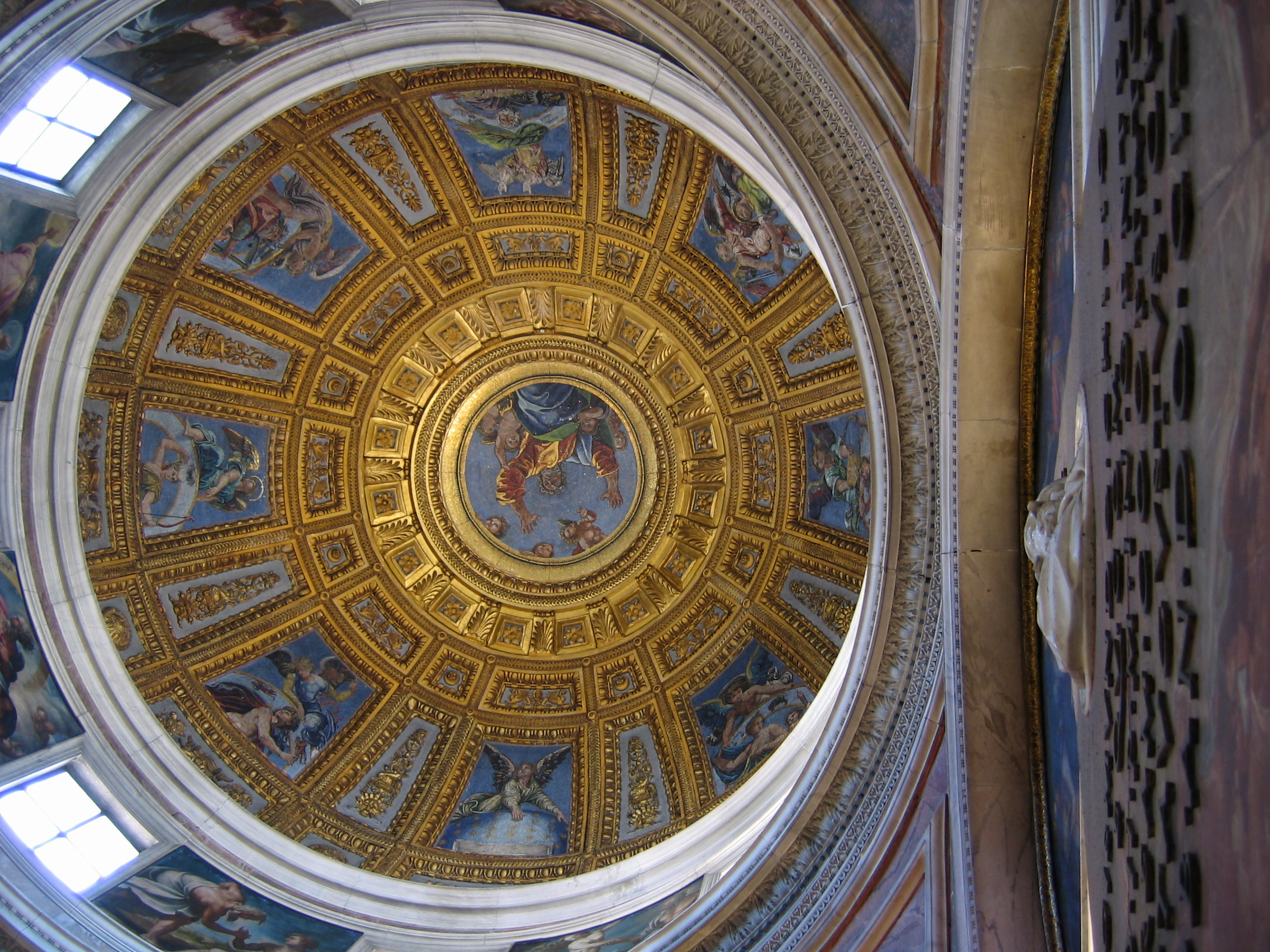
Auf den ersten Blick sieht es so aus als wären weder Tierkreiszeichen noch Sternhimmel vorhanden. Doch wenn man sich die Kuppel genauer anschaut, findet man sie in den Halbkreisen, auf denen die Engel ruhen, wieder

Es wurde für den päpstlichen Bankier Agostino Chigi († 1520) zu dessen Lebzeiten geschaffen und war eine Auftragsarbeit; Raffael und Chigi waren befreundet. Vor der Errichtung der Grabstätte trug die Kapelle den Namen Capella della Terra (Irdene Kapelle). Darin befinden sich zahlreiche Hinweise auf das Element Erde:
Das erste Opfer, Kardinal Ebner aus Frankfurt, wird hier mit Erde (sic!) erstickt und senkrecht in den Boden eingegraben.
Zwei große Pyramiden mit astrologischen Symbolen mit Tierkreiszeichen, eine Kuppeldecke mit Sternen, elliptische Plaketten, das Dämonenloch (cupermento), das zum Ossuarium führt, und Berninis Skulptur Habakuk und der Engel (Habakuk hatte den Weltuntergang vorausgesagt, was hier eine gewisse Symbolik hat). Langdon wird hier von Vittoria Vetra darauf hingewiesen, dass Bernini der „unbekannte Bildhauer“ der Illuminati gewesen ist und somit ein Illuminatus gewesen sein muss oder zumindest in Diensten des Ordens stand („Bernini war ein Illuminatus. Bernini hat die Ambigramme der Illuminati geschaffen. Bernini hat den Pfad der Erleuchtung angelegt“ – Kap. 69 TB).

### Respiro di Dio

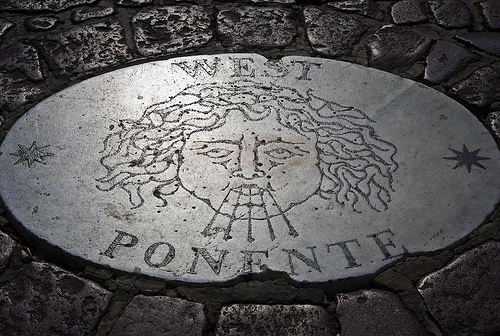
Plakette West Ponente

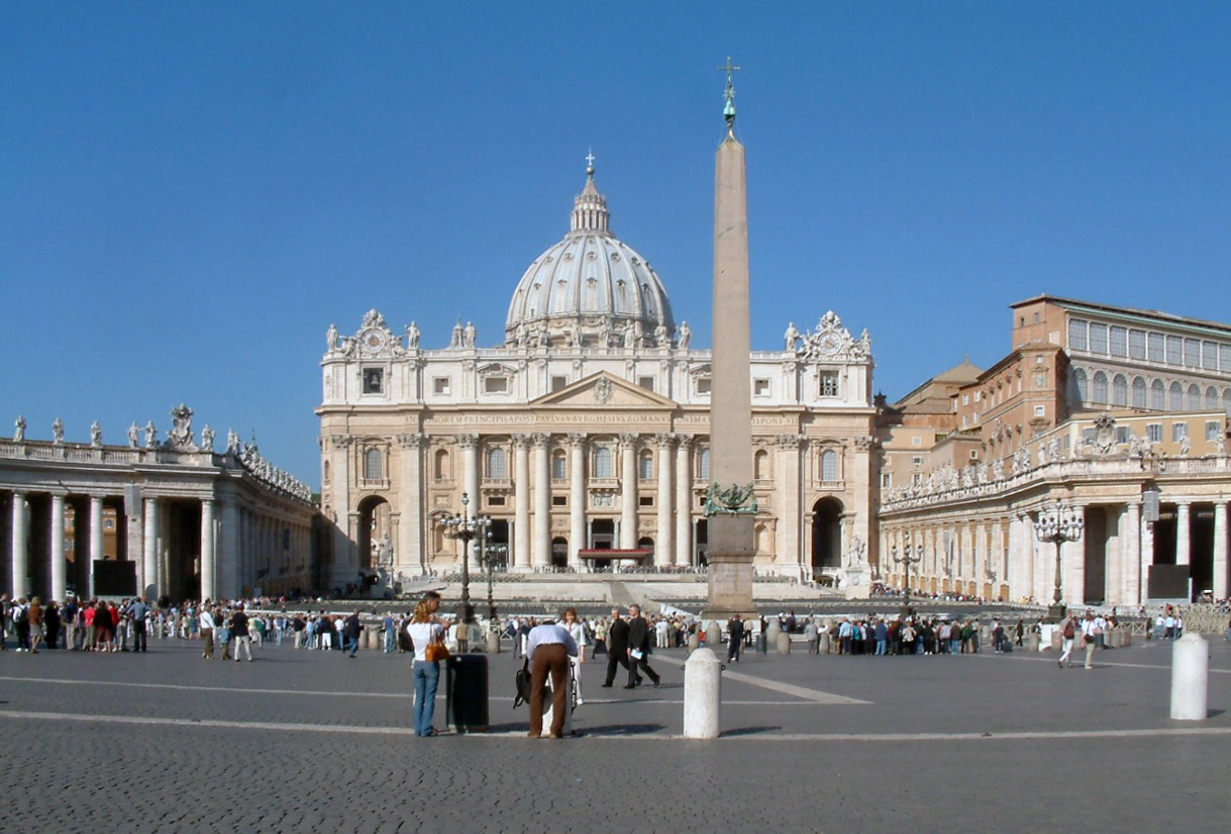
Der Vatikanische Obelisk auf dem Petersplatz

Die Plakette „West Ponente“ (Respiro di Dio) am Fuße des Obelisken auf dem Petersplatz ist ein Tribut an das Element „Luft“. Am Fuße des Obelisken befinden sich mehrere Plaketten, unter anderem die ellipsenförmige weiße Marmorplakette „West Ponente“ (Respiro di Dio – Atem Gottes), die von Bernini angefertigt wurden.
Der Wegweiser (fünf Windstrahlen) führt zu über 20 Kirchengebäuden ohne Bezug zu Bernini oder Obelisken. Langdon sucht sodann im vatikanischen Archiv nach einem Werkbuch, da Bernini in Diensten des Vatikans stand und alle katholischen Kirchen dem Bistum Rom = Vatikan gehören. Am Obelisken wird der als Obdachloser verkleidete Kardinal Lamassé durch zerstochene Lungen (Hinweis auf Luft) ermordet.

### Santa Maria della Vittoria
Die Kirche Santa Maria della Vittoria an der Piazza San Bernardo ist ein Tribut an das Element „Feuer“. In der dortigen Cornaro-Kapelle befindet sich die Skulptur Verzückung der Heiligen Theresa von Gian Lorenzo Bernini. Hier wird der spanische Kardinal Guidera (Barcelona) an Ketten aufgehängt und verbrannt. Oberst Olivetti wird hier von dem Assassinen ermordet. Der Hashishin versucht, Langdon zu töten.

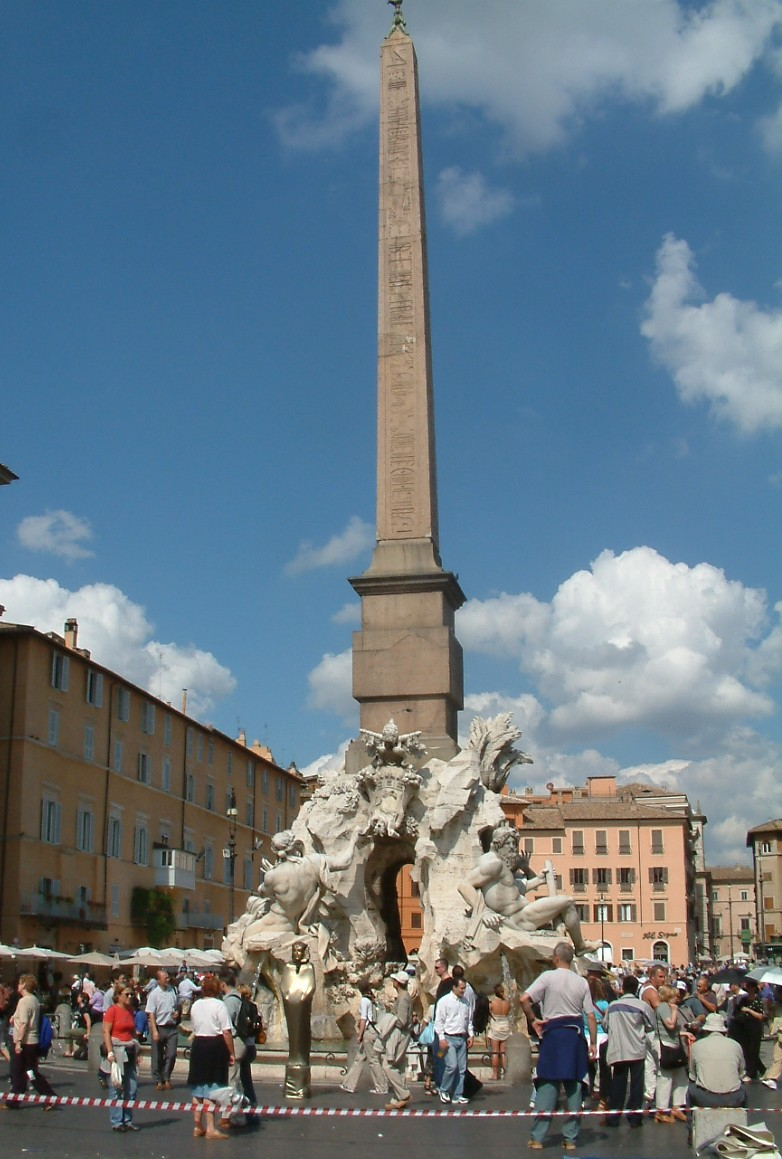
Der Vierströmebrunnen

Der Bezug zu Feuer ist durch die Skulptur gegeben („Sein großer goldener Speer […] gefüllt mit Feuer […] stieß mehrere Male in mich“). Bei dem Engel handelt es sich um einen Seraph (Beiname „der Feurige“).

### Vierströmebrunnen
Der Vierströmebrunnen (Fontana dei Quattro Fiumi) ist ein Tribut an das Element „Wasser“. Es befindet sich an der Piazza Navona vor der Kirche Sant’ Agnese in Agone. Die vier Männerfiguren versinnbildlichen jeweils die für einen der vier damals bekannten Kontinente stehenden Flüsse Donau, Ganges, Nil und den Río de la Plata.
Die tatsächlich vorhandene steinerne Taube ist das Wappentier der Pamphilj-Familie. Hier wird Kardinal Baggia ertränkt. Langdon greift ein, kann aber nur noch sich selbst retten, indem er sich tot stellt.

### Sonstige
- Pantheon, die Grabstätte von Raffael (nicht eine von ihm geschaffene); es hat eine Öffnung in der Kuppel (Oculus), die jedoch nichts mit einem Dämonenloch zu tun hat. Die Architektur war ein Tribut an die Göttin Gaia (rein theoretisch hätte eine Kugel passgenau im Pantheon Platz).
- Vatikanisches Apostolisches Archiv (Archivio Segreto Vaticano)Die Engelsburg

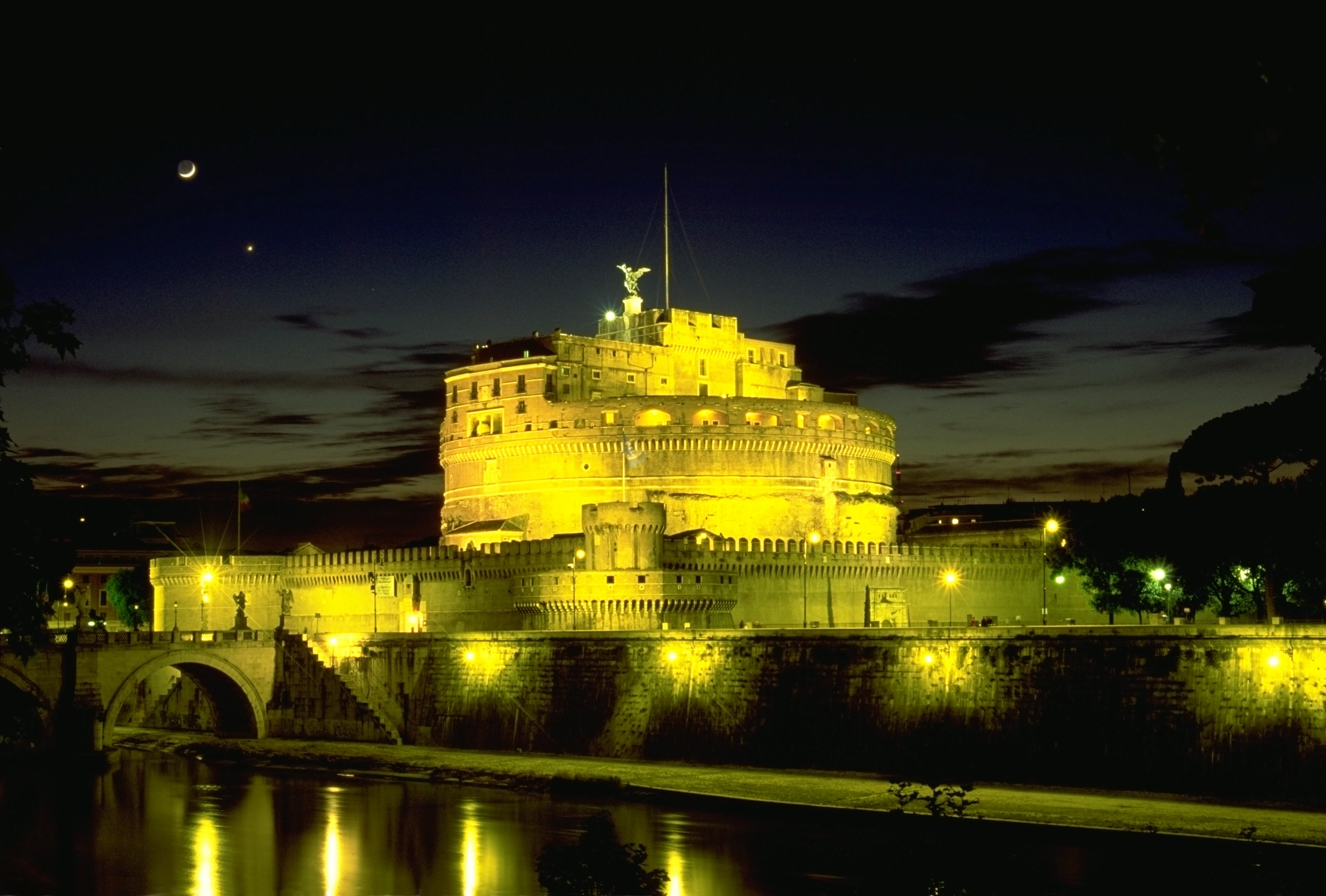
Die Engelsburg

- Engelsburg (Castel Sant’ Angelo), unter anderem die angebliche ehemalige Kirche der Erleuchtung der Illuminati und mit einem tatsächlich existierenden Gang in die päpstlichen Gemächer (Il Passetto)
- Die vatikanische Nekropole unter dem Petersdom (La tomba di San Pietro) – Über dem Schrein des Apostels Simon Petrus wurde der Petersdom errichtet („Du bist Petrus, und auf diesen Felsen will ich meine Kirche bauen, und die Mächte der Unterwelt werden sie nicht überwältigen.“ – Mt 16,18; Petrus ist der Fels – Pietro è la pietra); siehe Vatikanischer Hügel.
- Petersplatz
- Sixtinische Kapelle (Ort des Konklave)

### Wissenschaft contra Religion
Den von Brown propagierten Kampf der Wissenschaft gegen Religion hat es so nie gegeben. Viele Wissenschaftler waren religiös (Kopernikus, Kepler, Newton, Pascal …) und hielten Wissenschaft und Glauben auch nicht für Widersprüche. Auch an kirchlichen Hochschulen wurde und wird weiterhin naturwissenschaftlich geforscht.

### Fiktion und Wirklichkeit
Brown vermischt in seinem Buch Fakten und Legenden, erfindet geschichtliche Zusammenhänge, benutzt religiöse und philosophische Positionen und verwendet physikalische Gesetzmäßigkeiten, bei denen jedoch nicht alles der Realität entspricht.
In Bezug auf die dargestellten naturwissenschaftlichen Zusammenhänge ist das Buch in den Bereich der Science-Fiction einzuordnen, da viele der geschilderten Vorgänge nach den uns bekannten Naturgesetzen derzeit nicht realisierbar sind. So wird beispielsweise nach gegenwärtigen wissenschaftlichen Erkenntnissen die Herstellung einer Antimaterie-Bombe, wie auch in einem Kommentar des CERN zu diesem Thema, als ausgeschlossen angesehen, da die Kumulation einer ausreichenden Menge an Antimaterie derzeit nicht möglich ist und auch die Produktion einer solchen Menge viel zu aufwendig ist. Außerdem würde der Lichtblitz, ähnlich der Atombombe, zur sofortigen Verbrennung der Zuschauer führen.
Was Brown als „Schöpfung aus dem Nichts“ anbietet, ist kein zweiter Schöpfungsakt, der mit technischen Geräten zu bewerkstelligen ist. Bei dem geschilderten Phänomen handelt es sich um die Reaktion von Gammaquanten im Vakuum, bei denen Energie in Materie umgewandelt wird. Dan Brown hat dieses Verfahren als „Schöpfung aus dem Nichts“ – also ein theologisches Problem – für seinen Thriller „erfunden“. Das benutzt er, um eines der Themen des Buches auf den Punkt zu bringen: den Konflikt zwischen Naturwissenschaft und Religion.
Brown schreibt im Vorwort zu Illuminati, dass lediglich „Kunstwerke, Gruften, Tunnel und Bauten in Rom“ auf Tatsachen beruhen und dass „die Bruderschaft der Illuminati existiert“. Diese Annahmen sind größtenteils tatsächlich unwahr (insbesondere stimmen die Lage der Objekte und auch deren Beschreibung nicht immer mit der Wirklichkeit überein). Der Illuminatiorden wurde erst 1776 gegründet und bereits 1785 verboten – ein Weiterbestehen nach dem Verbot ist nicht belegt, kann aber auch nicht ausgeschlossen werden.

#### Vorgängerliteratur
Die von Brown aufgegriffene Grundthematik wurde bereits mehrfach dargestellt. Besonders erwähnenswert ist dabei die Trilogie Illuminatus! von Robert Shea und Robert Anton Wilson aus den Jahren 1969 und 1970 wie auch Das Foucaultsche Pendel von Umberto Eco von 1988. Offensichtlich hat Brown auch Elemente dieser Werke entlehnt (siehe unten).

#### Vatikan
Einige im Buch dargestellte Annahmen über das Konklave sind nicht korrekt. Theoretisch kann jeder männliche Katholik zum Papst gewählt werden und nicht, wie von Brown dargestellt, nur anwesende Kardinäle. Auch gibt es keine im Voraus festgelegten preferiti, durch die das Konklave quasi zur Farce werden würde, und es sind nicht zwangsläufig vier. Dennoch gibt es Favoriten für das Amt des Papstes, genannt papabile. Wie im Buch dargestellt, dürfen Kardinäle über 80 nicht mitwählen, doch können sie zum Papst gewählt werden. Die Möglichkeit der Akklamationswahl ist im Jahre 1996 von Papst Johannes Paul II. abgeschafft worden. Der Dekan des Kardinalskollegiums (im Roman Mortati) kann entgegen den im Buch dargestellten Tatsachen ohne weiteres zum Papst gewählt werden – letztes Beispiel einer solchen Wahl war Benedikt XVI. im Jahre 2005.
Der Camerlengo gehört zwar nicht zwingend dem Kardinalskollegium an, tat dies in den letzten 400 Jahren aber immer und kann auch zum Papst gewählt werden – zuletzt war dies bei Pius XII. 1939 der Fall. Das Verschließen der Türen der Sixtinischen Kapelle gehört zu den Aufgaben des päpstlichen Zeremonienmeisters (mit den Worten „extra omnes“).
Einen Kardinal von Frankfurt kann es nicht geben, da es nie ein Bistum Frankfurt gab.
Die Verkehrssprache der Schweizergarde ist Deutsch und Italienisch, nicht nur Italienisch, wie Brown behauptet.
Entgegen einer weitverbreiteten Ansicht wurde die Uniform nicht von Michelangelo entworfen. Richtig ist vielmehr, dass die jetzige Uniform 1914 vom damaligen Kommandanten Jules Repond entworfen wurde, angelehnt an den Stil der Uniformen des 16. Jahrhunderts.
Auf eine Obduktion der verstorbenen Päpste wird tatsächlich verzichtet, jedoch wäre eine solche durchaus erlaubt.
Zudem soll der Petersplatz in der Geschichte ausgerechnet zur Zeit des Konklaves von nur ein paar Touristen, spielenden Kindern und sich sonnenden Bettlern besetzt sein. Bei Papstwahlen findet sich für gewöhnlich eine große Anzahl von Gläubigen auf dem Petersplatz ein. Auch sollen die BBC und andere Fernsehsender nur einige wenige Reporter hingeschickt haben, um nur einen kleinen „15-Sekunden-Bericht“ zu drehen. In Wirklichkeit lief am 19. April 2005, dem Tag des Habemus papam, auf vielen Sendern live eine Übertragung. Vom Konklave im Jahr 2013 berichteten ca. 6.000 Journalisten vor Ort aus dem Vatikan, ungefähr die Hälfte davon arbeitete für verschiedene TV-Sender.

#### Rom
Der Petersplatz gehört seit dem Abschluss der Lateranverträge (1929) zum Territorium der Vatikanstadt, während der Roman in Kap. 72 die Gebietsansprüche als strittig bezeichnet. Die Engelsbrücke – Ponte Sant’Angelo (erbaut 134–139) wird tatsächlich nicht von zwölf, sondern von zehn Engeln gesäumt; die zwei vorderen Figuren sind menschlich (die Stadtheiligen Petrus und Paulus).
Die Piazza vor dem Pantheon heißt della Rotonda und nicht della Rotunda, wie sie im Buch genannt wird. Mit der Scala „Royale“ wird wahrscheinlich die Scala REGIA gemeint sein. Das Grabmal von Raffael ist nicht aufwändig gestaltet, sondern im Gegenteil sehr schlicht. Raffael wurde tatsächlich, auf eigenen Wunsch, sofort nach seinem Tod 1520 im Pantheon beigesetzt und nicht erst im 18. Jahrhundert, wie im Roman angegeben.
Die Kirche Santa Maria della Vittoria steht nicht auf der Piazza Barberini, sondern 500 m von dieser entfernt (Via XX Settembre). Der Engel in der Skulptur „Die Verzückung der Heiligen Theresa“, bei dem es sich im Übrigen auch nicht, wie im Buch behauptet, um einen Seraph handelt, weist seinen Pfeil nach unten und nicht zur Piazza Navona, wie im Buch behauptet wird; die Kirche ist auch nicht geostet, sondern ziemlich genau nach Nordwesten hin ausgerichtet.
Auf der Piazza Barberini gab es nie einen Obelisken. Der genannte Antinous-Obelisk befindet sich seit 1822 auf dem Pincio-Hügel, als die U-Bahn noch nicht erfunden war.
Die Chigi-Kapelle hat keine unchristlichen Symbole. Sternenhimmel oder Tierkreiszeichen sind nicht ungewöhnlich in Kirchen, kommen allerdings in der Chigi-Kapelle selbst nicht vor. An der Kapelle stammt zudem nur der geringste Teil von Bernini, so zwei der vier Statuen, allerdings weder Fresken noch Fußboden. Der Kirchturm von Santa Maria del Popolo ist zudem zu niedrig, um einen Blick auf die Stadt werfen zu können. Außerdem steht die Kirche frei an der Piazza del Popolo. Es gibt also keine dunkle Gasse. Außerdem zeigt der Engel neben Habakuk nicht auf den Petersplatz, wie im Buch behauptet wird, sondern grob Richtung Pantheon.
Die angeblichen Illuminati-Zeichen „Pyramide und Stern“, die Langdon im Pantheon und auf der Porta del Popolo sieht, stellen in Wirklichkeit sechs Hügel dar – das Wappen Papst Alexander VII.
Die Taube auf dem Vierströmebrunnen, die in die Richtung der Engelsburg blickt, wird jährlich von der römischen Stadtreinigung entfernt und in beliebiger Position wieder aufgesetzt. Sie kann demnach nicht als Wegweiser dienen. Es gibt im Brunnen keine Schläuche, die Luft ins Wasser pumpen.
In der italienischsprachigen Ausgabe wurden zahlreiche Fehler, wie z. B. die Adresse von Santa Maria della Vittoria, korrigiert.

#### Technik
Drahtlose Kameras zur Überwachung können ohne Schwierigkeiten geortet und identifiziert werden, solange sie senden. Insofern ist die Übertragung des Bildes des Antimaterie-Behälters kein Vorgang, der einen vielköpfigen Suchtrupp über Stunden ohne Ergebnis beschäftigen könnte.
Der Behälter zur Aufbewahrung von Antimaterie soll von einer wiederaufladbaren Batterie gespeist sein. Es ist unrealistisch, dass diese Batterie nach exakt 24 Stunden erschöpft sein soll.

#### Personen
Anders als im Buch zugrunde gelegt, wurde die Ellipsenform der Planetenbahnen nicht von Galileo Galilei erkannt, der auf Kreisbahnen bestand, sondern von Johannes Kepler.
Weder Galilei noch der sich 1638 tatsächlich in Rom aufhaltende John Milton waren Mitglieder des erst 140 Jahre später gegründeten Illuminatenorden. Auch Cecil Rhodes war nicht Illuminat, sondern Freimaurer.
Nikolaus Kopernikus wurde nicht von der katholischen Kirche angeklagt und hingerichtet. Er starb vielmehr eines natürlichen Todes. Vermutlich verwechselt Dan Brown Kopernikus mit Giordano Bruno, der im Jahre 1600 in Rom auf dem Campo de’ Fiori wegen Häresie verbrannt wurde.
Anders als in Kapitel 63 behauptet, war Winston Churchill kein Katholik, sondern Anglikaner.

#### Illuminati
Dan Browns Angaben zu den Illuminati sind größtenteils Fiktion oder entstammen Verschwörungstheorien um die Illuminati. Der Illuminatenorden, auf den die Bekanntheit des Begriffs zurückgeht, existierte nur zwischen 1776 und 1785, das heißt lange nach Galileo Galilei (1564–1642). Deshalb kann auch Bernini (1598–1680) nicht im Auftrag des Illuminatiordens tätig gewesen sein.
Auch die Ausrichtung, Verbreitung und andere Teile sind weitgehend frei erfunden, insofern man einen Bezug zu dem Illuminatenorden aus Ingolstadt herstellen möchte.
Die Alumbrados existierten zwar zu Galileis Lebzeiten, allerdings beschränkte sich die Bewegung auf Spanien und hatte mit Ausnahme der Namensgleichheit nichts mit dem Illuminatenorden zu tun.
Illuminati verwendeten weder Ambigramme noch Brandmale, auch ist ein großer „Illuminati-Diamant“ als Stempel oder als Mineral nicht überliefert (vgl. Illuminaten im Roman).
Über die französischen Guerenets gibt es keine Quellen.

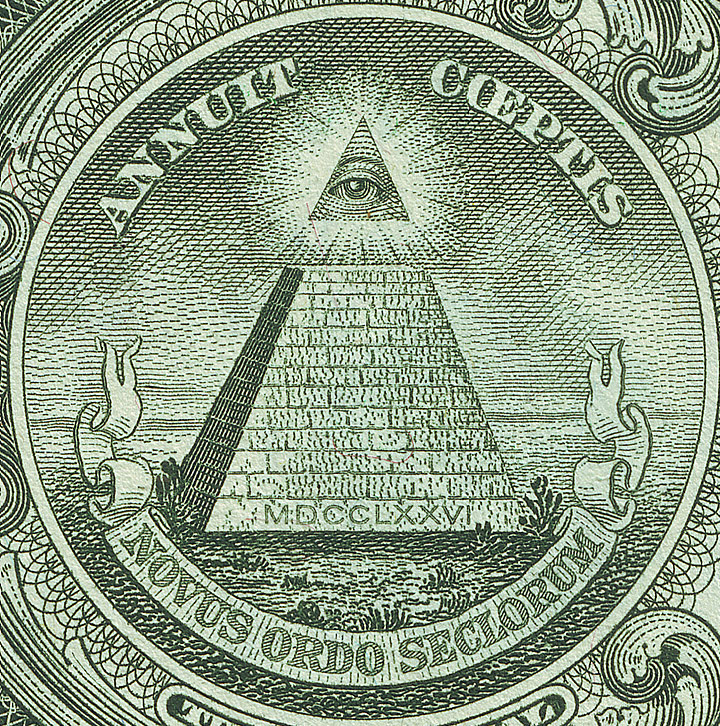
Rückseite der Ein-Dollar-Banknote

Die Interpretation der Rückseite des US-Siegels auf der Dollarnote, die Langdon innerhalb des Romans abgibt, besitzt keinerlei Grundlage. Dan Browns Neigung, Fakten zu einer passenden Form zu verdrehen, dürfte an der falschen Zitierung des Banners deutlich werden: Statt „novus ordo seclorum“ (lateinisch für „eine neue Ordnung der Zeitalter“) zitiert Dan Brown „Novus Ordo Saeculorum“ (neue säkulare Ordnung). Zudem ist diese Idee der Trilogie Illuminatus! von Robert Shea und Robert Anton Wilson entlehnt.
Die Angabe, dass es sich beim Allsehenden Auge um ein Symbol der Illuminati, einer nach Dan Browns Roman antireligiösen Vereinigung, handelt, ist ebenfalls als realitätsfern einzustufen. Das Symbol ist in zahlreichen Kirchen wiederzufinden, es symbolisiert den allsehenden, dreifaltigen Gott. Ebenfalls wird es in der Freimaurerei verwendet. Bereits in Illuminatus! findet sich die Zuordnung dieses Symbols zu den Illuminaten.
Browns Anmerkung „Die Bruderschaft der Illuminati existiert“, ist insofern korrekt, als es immer noch kleinere Bruderschaften gibt, die sich Illuminati oder Illuminaten nennen, allerdings nicht in der im Roman beschriebenen Form.
Es gibt auch das Spiel Illuminati: New World Order von Steve Jackson Games (im Buch Steve Jackson Computer Games), dabei handelt es sich allerdings nicht um ein Online-Computerspiel, sondern um ein Sammelkartenspiel auf der Basis des Kartenspiels Illuminati.

### Popularität
In der Umfrage zur ZDF-Sendung Unsere Besten – Die Lieblingsbücher der Deutschen, in der Deutsche ihre Lieblingsbücher wählen konnten, hat es dieses Buch auf Platz 19 geschafft.

### Fortsetzungen
Die Hauptfigur dieses Buches, Robert Langdon, ist auch die Hauptfigur in vier weiteren Romanen von Dan Brown: Sakrileg (engl. Originaltitel: The Da Vinci Code), welches im Jahr 2004 in deutscher Übersetzung erschienen ist, Das verlorene Symbol aus dem Jahr 2009, Inferno, erschienen im Mai 2013, und Origin aus dem Jahr 2017.

## Hörbuch
Das deutsche Hörbuch ist in zwei verschiedenen Ausgaben erschienen. Eine Ausgabe wird von Ralph Herforth, die andere (bekanntere) von Wolfgang Pampel gelesen. Die gekürzte Fassung des Romans, die beide lesen, fasst 412 bzw. 437 Minuten, die auf 90 bzw. 94 Tracks und 6 CDs eingeteilt sind. Die Ausgabe mit Ralph Herforth wurde 2003 im SMT Sound Master Tonstudio in Berlin und die Ausgabe mit Wolfgang Pampel ebenfalls 2003 im DaCapo Studio in Breckerfeld, beide von der Lübbe GmbH & Co. KG aus Bergisch Gladbach, aufgenommen. Lübbe Audio nutzte den Kinostart von „Illuminati“, um im April 2009 eine ungekürzte Lesung zu veröffentlichen. Genau wie die gekürzte Lesung, die 2004 veröffentlicht wurde, wird auch die neue Fassung von Wolfgang Pampel gelesen. Die Redaktion hatte Dr. Arno Hoven, Regie und Produktion Marc Sieper, Regie bei der zweiten Ausgabe Kerstin Kaiser.

## Verfilmung

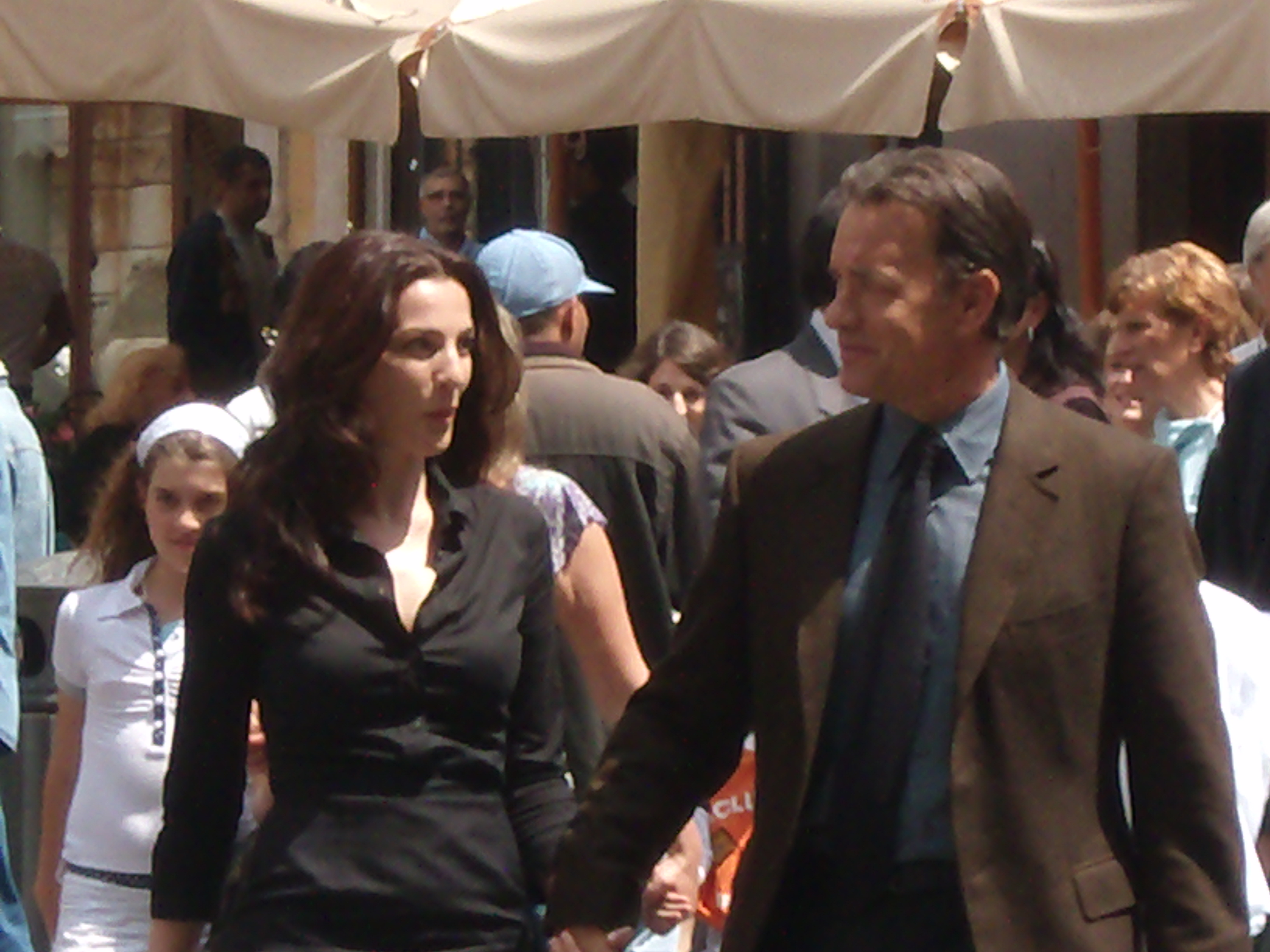
Ayelet Zurer und Tom Hanks bei den Dreharbeiten zur Verfilmung des Romans in Rom, Juni 2008

Nach dem Erfolg von Da Vinci Code hat Sony Pictures das Prequel Illuminati in Auftrag gegeben. Die beiden Produzenten Brian Grazer und John Calley sowie Regisseur Ron Howard und Langdon-Darsteller Tom Hanks waren wieder dabei. Die israelische Schauspielerin Ayelet Zurer übernahm die Rolle der Vittoria Vetra und der Camerlengo wurde von Ewan McGregor verkörpert. Da dem Filmteam aufgrund der Thematik keine Drehgenehmigung im Vatikan erteilt wurde, mussten der Petersplatz und andere Schauplätze in Los Angeles nachgebaut werden. Der Film lief am 13. Mai 2009 in den deutschen Kinos an und war ab dem 23. Oktober 2009 auf DVD und Blu-ray erhältlich.

## Themen des Thrillers
In Illuminati werden verschiedene gesellschaftlich-theologische Themen angeschnitten. In erster Linie geht es um die Beziehung zwischen Wissenschaft und Religion. Brown argumentiert durch seine Charaktere, dass es Laien spätestens seit der Verurteilung des Galileo Galilei schwerfalle, beiden Lebensbereichen gleichermaßen Vertrauen zu schenken. Zwar habe es schon immer Leute gegeben, die Wissenschaft und Religion vereinigen wollten, wie beispielsweise Leonardo Vetra, doch die Kluft sei meist zu tief gewesen (S. 68 TB).

Der Autor argumentiert durch seine Hauptfiguren, dass beide harmonisch miteinander existieren können und sollen. Das kommt vor allem in der Rede von Carlo Ventresca zum Ausdruck, in der er die Verantwortung aufzeigt, die Religion und Wissenschaft laut Brown füreinander haben: 

„Ob Sie an Gott glauben oder nicht…, eines müssen Sie glauben. Wenn wir als Spezies den Glauben an eine Macht aufgeben, die über uns steht, geben wir zugleich unser Verantwortungsgefühl auf.“

Dan Brown selbst ist laut den Klappentexten seiner Romane als Sohn eines Mathematikers und einer Kirchenmusikerin in einem Umfeld aufgewachsen, in dem Wissenschaft und Religion keine Gegensätze darstellten.

Zudem thematisiert Dan Brown, wie viel Macht die Medien seiner Meinung nach besitzen und wie sehr sie die Menschen beeinflussen. Laut seiner Darstellung besteht oft die Gefahr, dass die Medien für andere Zwecke missbraucht werden: 

„‚Die Medien sind der rechte Arm des Terrorismus.‘“

## Ausgaben
- Dan Brown: Illuminati. Thriller. Lübbe, Bergisch Gladbach 2003, ISBN 3-404-14866-5.
- Dan Brown: Illuminati. Lübbe, Bergisch Gladbach 2003, ISBN 3-404-77001-3 (Audiofassung, Spielzeit 437 Minuten, gekürzte Romanfassung).
- Dan Brown: Illuminati. Illustrierte Ausgabe. Lübbe, Bergisch Gladbach 2005, ISBN 978-3-7857-2235-0.